# 拉多加站 (聖彼得堡地鐵)
拉多加站（羅馬化：Ladozhskaya）是聖彼得堡地鐵的一個車站。拉多加站開通於1985年12月30日，是聖彼得堡地鐵4號線的一個車站。車站位於拉多加站的附近。